# 굴씨
굴씨는 명나라 숭정제 때 궁인. 굴씨 또는 굴저. 조선 인조 때에는 조선에 귀화했다.

## 생애
7세 때 궁에 들어갔으며 명나라의 제16대 황제 숭정제의 황후를 모시는 일로 첫 궁인생활을 시작했다. 명나라가 청나라에게 멸망하게 되자. 굴씨는 청나라의 포로가 되었다. 홍타이지의 이복동생인 도르곤이 굴씨에 미모에 반하여 굴씨를 첩에 삼으려고 했지만, 굴씨는 거부하였다. 도르곤은 굴씨를 죽이지 못하고, 병자호란 후 중국 심양에서 볼모로 잡혀 있던 소현세자가 귀국할 때 환관 5명과 궁인 4명을 선물로 주었다.
굴씨는 조선에 와서 인조의 계비 장렬왕후 조씨를 모셨다. 소현세자가 조선으로 돌아온 지 두 달 만에 죽자 환국령을 내렸으나, 굴씨는 돌아가지 않았다. 굴씨는 소현세자가 죽자 여승이 되었으며, 자수원에서 지냈다. 굴씨는 소현세자의 아들 경안군을 평생 보살폈다.
굴씨는 나이 70세에 죽었다. 굴씨는 조선 궁인들에게 자수와 중국어를 가르쳤다. 굴씨의 묘는 경기도 고양시 덕양구 대자동에 있다.

## 같이 보기
- 숭정제
- 소현세자 - 경안군 - 임창군
- 조선 인조
- 조선 현종

## 관련 자료
- 향토자원 - 굴씨묘
- 오마이뉴스 - 추노의 언년이는 명나라 여인 굴씨?